# 4 Dywizjon Artylerii Konnej
4 dywizjon artylerii konnej (4 dak) – oddział artylerii konnej Wojska Polskiego w II Rzeczypospolitej.
4 Dywizjon Artylerii Konnej sformowano 7 kwietnia 1919 roku. Dywizjon od jesieni 1921 roku stacjonował na terenie Okręgu Korpusu Nr III  w garnizonie Suwałki. W 1921 roku funkcjonował w strukturze 3 pułku strzelców konnych. Pod względem wyszkolenia pododdział podlegał dowódcy 3 Grupy Artylerii.

## Wojna polsko-bolszewicka 1919–1920
W  wojnie polsko-bolszewickiej 1919–1920 poszczególne baterie formowane stopniowo wchodziły do walki na różnych odcinkach frontu, walcząc m.in. na Wołyniu, pod Zamościem, Koziatyniem, Olszanicą, Kryłowem, Beresteczkiem, Bełzem, a później w obronie linii Bugu i Wisły pod Płockiem.

### Miejsca walk dywizjonu lub jego pododdziałów w okresie 1919–1920
- wypad na Serby 14 X 1919
- wypad na Zwiahel 30 X 1919
- zagon na Żytomierz 31 I – 2 II 1920
- wyprawa na Hutę Żaborecką 8 IV 1920
- Prutówka 25 IV 1920
- zagon na Koziatyn 25 IV 1920
- ofensywa na Skwirę, Białocerkiew i Korsuń 8 V 1920
- Karapszyce i Olszanica 26 V 1920
- Rokitno 27 V 1920
- Wołodarka i Rohoźna (starcie z armią Budionnego)29 V 1920
- zdobycie Antonowa 4 VI 1920
- Koziatyn, Białopol, Radziłłówka i Wernyhorodek 8-11 VI 1920
- Czerwona Kotonówka i Kropiwna 8-11 VI 1920
- pod Zwiahlem 20 VI 1920
- Kryłów Kilikijów 28 VI 1920
- Beresteczko 25 VII 1920
- Mytnica 25 VII 1920
- Stanisławczyk 28 VII 1920
- Mikołajów 30 VII 1920
- Natarcie na Brody-Radziwiłłów  1-5 VIII 1920
- Antonin 8 VIII 1920
- Stojanów 12 VIII 1920
- Chołojów 13 VIII 1920
- obrona Płocka 18-19 VIII 1920
- Dzibułki i Żółtańce 19 VIII 1920
- Bełz 2 IX 1920
- Nowinki – walka z pociągiem pancernym 10 IX 1920
- walka o most na Niemnie pod Druskiennikami –  22 IX 1920
- stacja Porzecze 24 IX 1920
- działanie na Lidę 26-28 IX 1920
- pościg na Stołpce 29 IX – 4 X 1920
- zagon nad Słucz 1 X 1920
- Korosteń 10 X 1920
- Suszki (Biełka) 11 X 1920

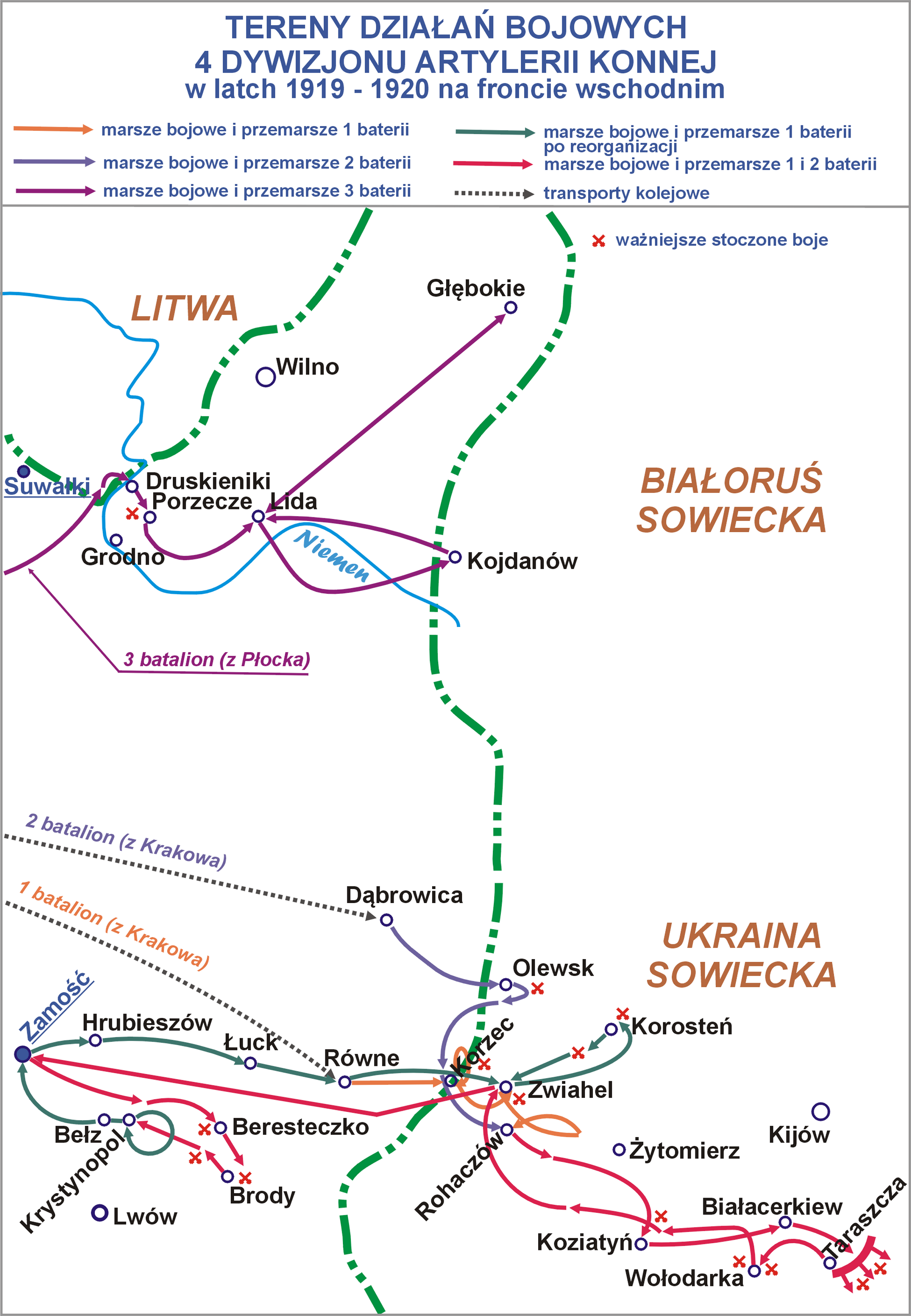
Tereny działań bojowych dywizjonu w latach 1919–1920 na froncie wschodnim

Podczas działań wojennych dywizjon zdobył pociąg pancerny, jedną baterię, kilkanaście ciężkich i kilkanaście lekkich karabinów maszynowych, wzięto do niewoli 150 jeńców (w tym dowódcę pułku i dowódcę batalionu sowieckiego).

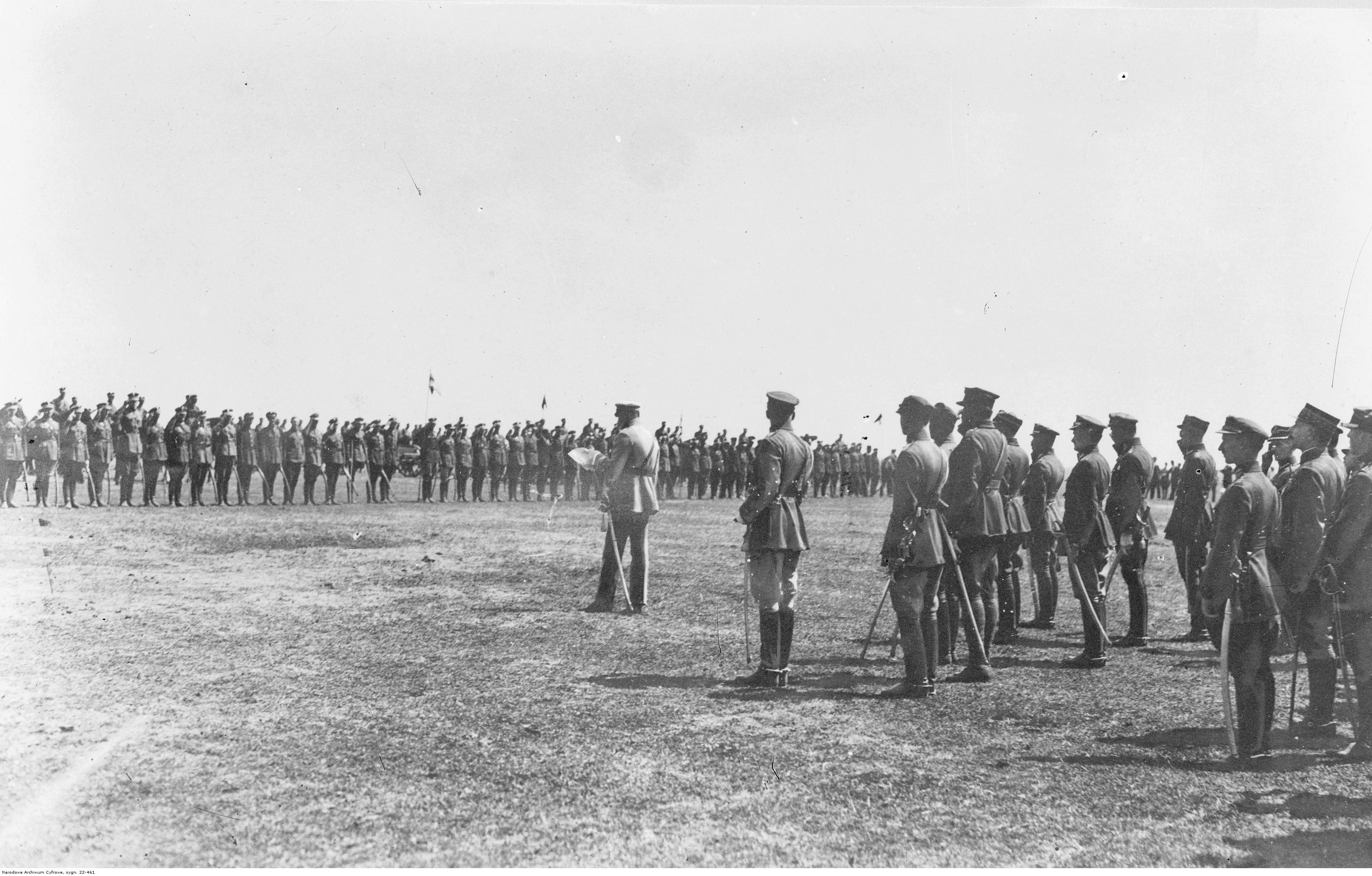
Uroczystość nadania orderów artylerzystom z 4 DAK. Marszałek Józef Piłsudski odczytuje listę odznaczonych, Góra Kalwaria, 3 sierpnia 1921

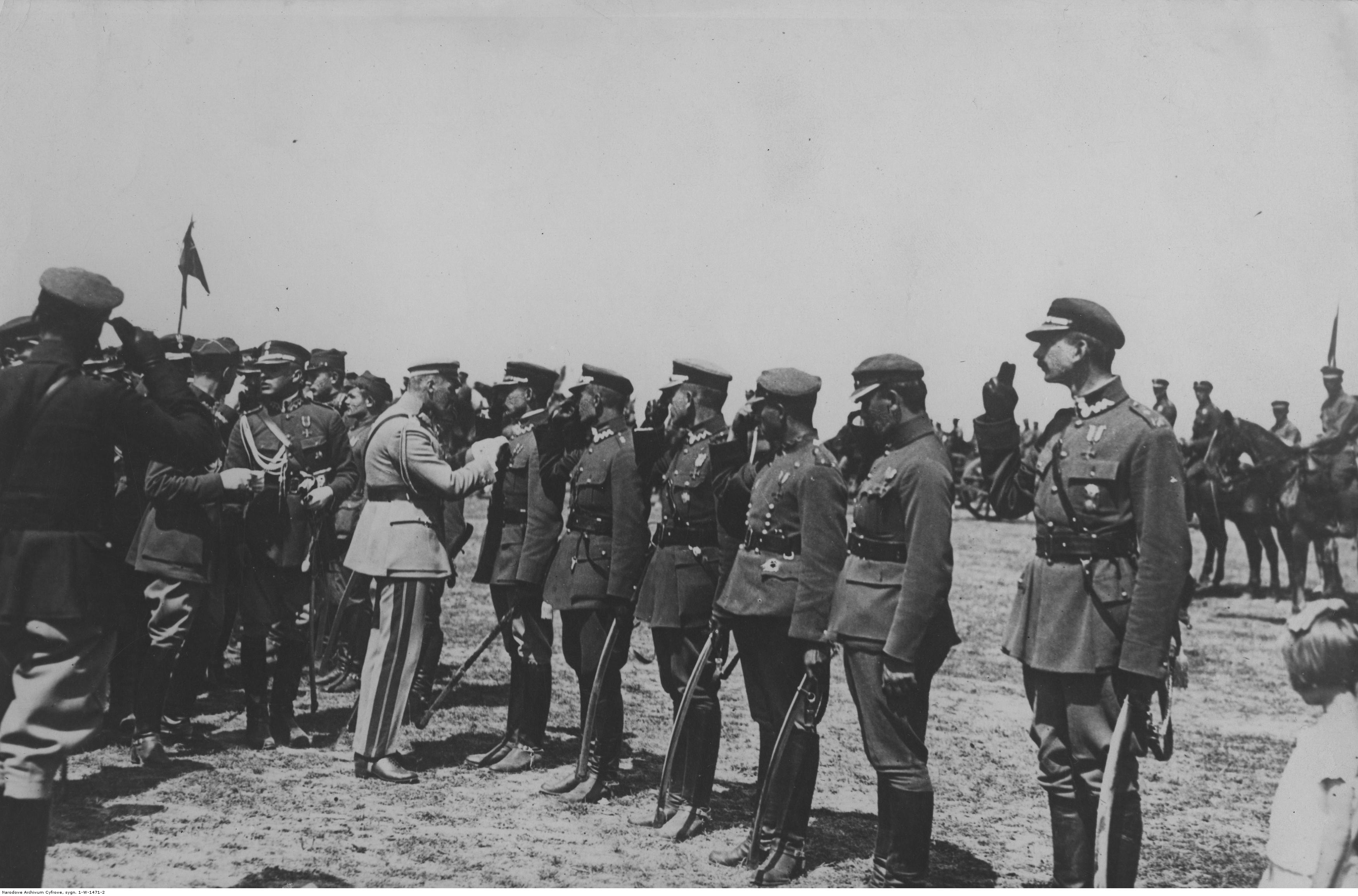
Marszałek Józef Piłsudski dekoruje artylerzystów z 4 DAK w Górze Kalwarii

### Lista poległych i zmarłych od ran oficerów
- kpt. Michał Belina Prażmowski († 12 IX 1920)
- ppor. Witold Łubieński († 26 VI 1920)
- pchor.  Antoni Mężyński († 26 VI 1920)

Poległo również około czterdziestu szeregowych.

3 sierpnia 1921 r. marszałek Józef Piłsudski na nadwiślańskich błoniach pod Górą Kalwarią odznaczył krzyżami Virtuti Militari artylerzystów z 4 dak. Tam też w dziesiątą rocznicę zwycięstwa wzniesiono kamienny obelisk z wykutą inskrypcją: NA TEM MIEJSCU DNIA 3 SIERPNIA 1921 R. WÓDZ NACZELNY MARSZAŁEK JÓZEF PIŁSUDSKI DEKOROWAŁ KRZYŻEM VIRTUTI MILITARI ARTYLERZYSTÓW KONNYCH WSZYSTKICH DYWIZJONÓW STWIERDZAJĄC PO WSZE CZASY BOHATERSKĄ PRACĘ TEJ BRONI W WOJNIE ZE WSCHODNIM NAJEŹDŹCĄ.
24 maja 1922 r. w Suwałkach za dzielne zachowanie się na froncie, za czyny męstwa swoich żołnierzy, gen. dyw. Edward Śmigły-Rydz udekorował płomień trąbki sygnałowej 1 baterii 4 dywizjonu artylerii konnej Srebrnym Krzyżem Orderu Wojennego Virtuti Militari. Dzień dekoracji ustanowiony został świętem dywizjonu.

## 4 dak w okresie pokoju
Dywizjon stacjonował w garnizonie Suwałki.

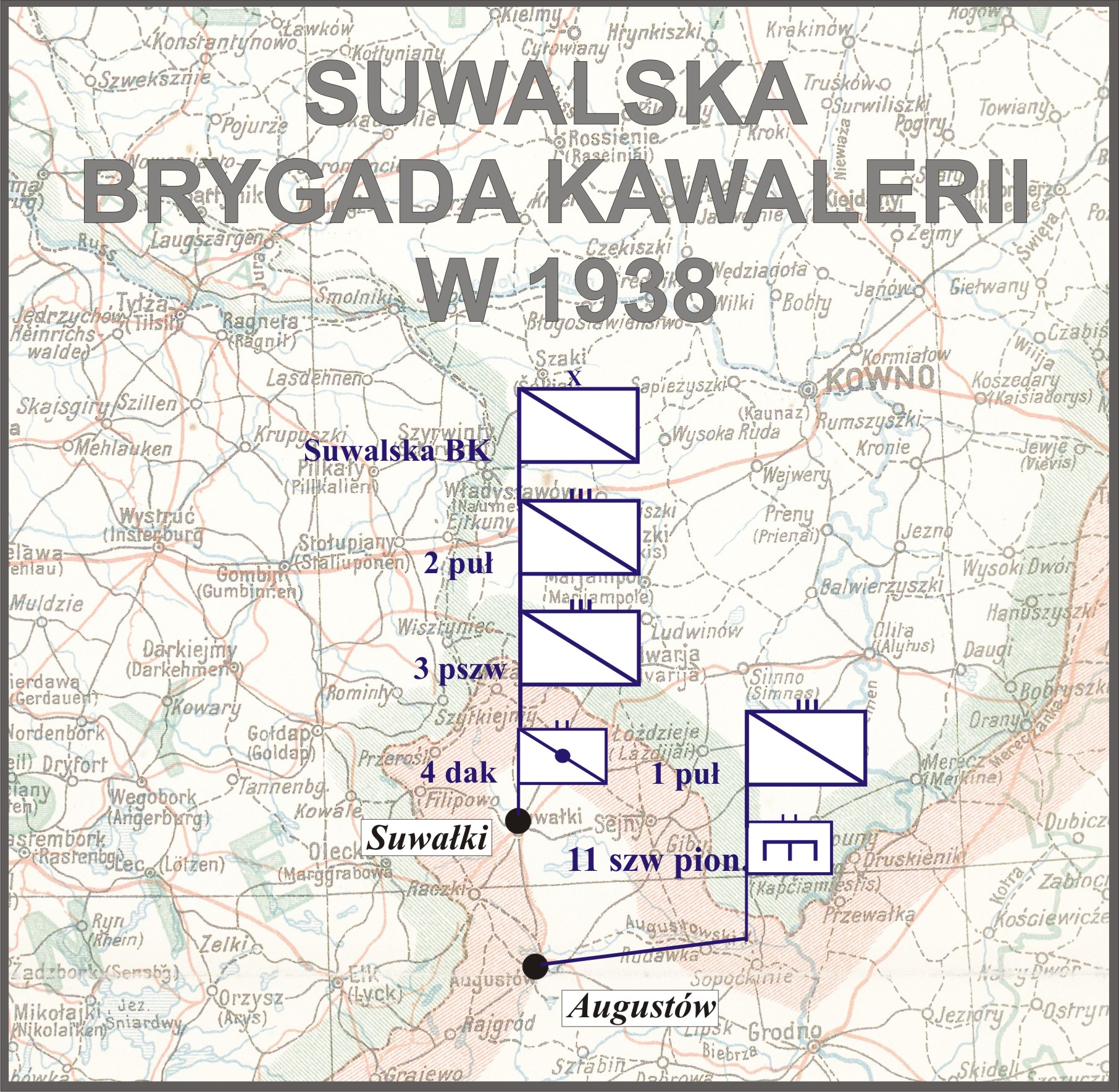
Suwalska BK w 1938

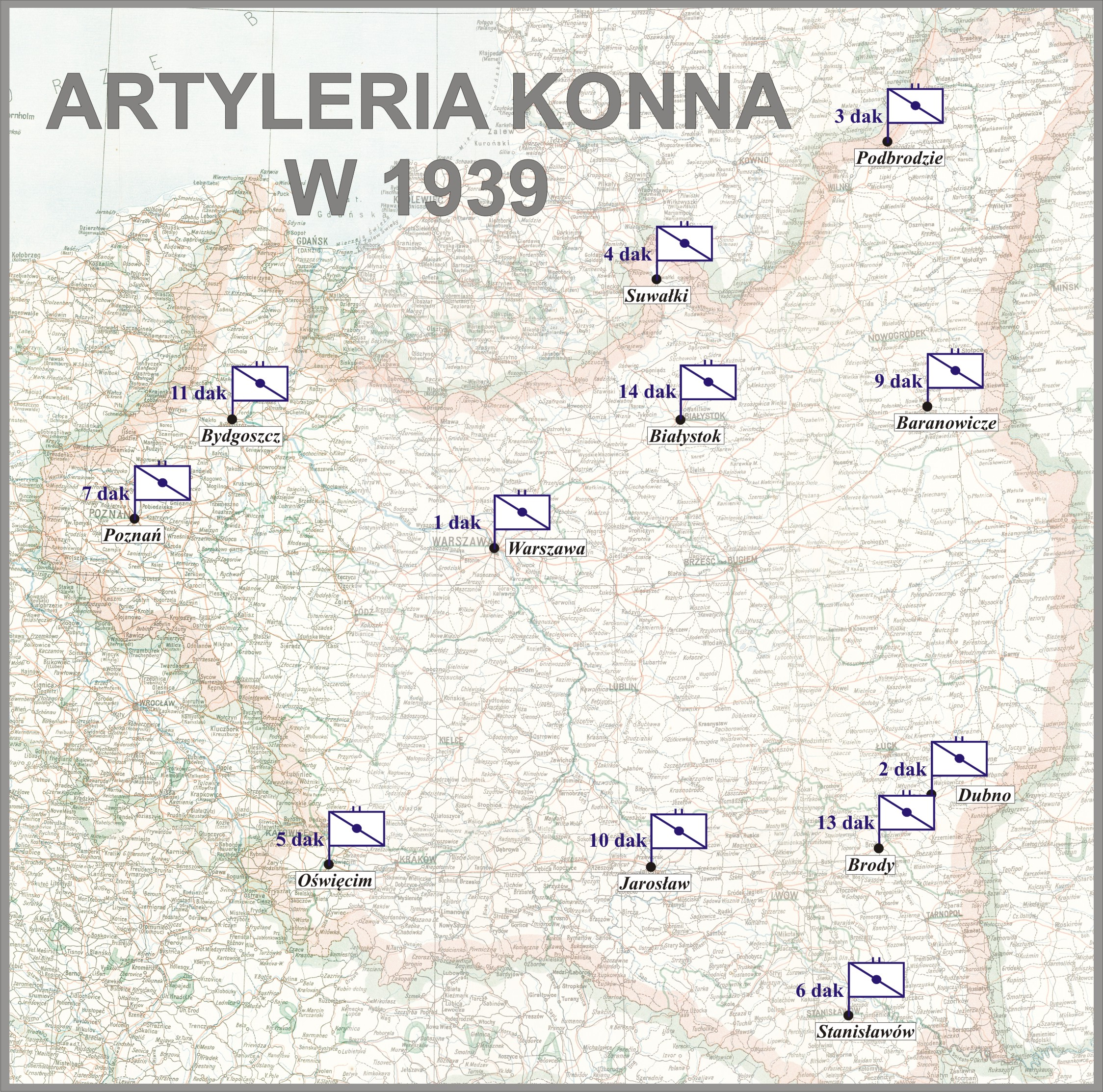
Artyleria konna Wojska Polskiego w 1939 przed wybuchem II wojny światowej

### Mobilizacja
4 dywizjon artylerii konnej został zmobilizowany w ramach mobilizacji alarmowej do etatów wojennych w grupie niebieskiej w czasie od A+18, do A+30 w Suwałkach od dnia 24 sierpnia od godz. 5.00. Dodatkowo dla Suwalskiej Brygady Kawalerii zmobilizował w grupie niebieskiej w czasie A+36: drużynę parkową uzbrojenia nr 341 i kolumnę taborową  kawaleryjską nr 346. Problem sprawiły złej jakości wozy i zbyt długi okres mobilizacji koni. Co spowodowało kilkanaście godzin opóźnienia w formowaniu dywizjonu, a szczególnie 2 baterii. Po zakończeniu mobilizacji  dywizjon przeszedł do lasu  Sobolewo – Dubowo. Z dywizjonu wydzielono 1 baterię, która została przydzielona do 1 pułku ułanów i skierowana w rejon Augustowa. Do rozpoczęcia działań wojennych prowadzono zgrywanie zaprzęgów i doszkalano obsługi armat i specjalistów.

## 4 dak w kampanii wrześniowej

### Działania bojowe
W kampanii wrześniowej 4 dak, złożony z trzech baterii i kolumny amunicyjnej, walczył w składzie  Suwalskiej Brygady Kawalerii i wszedł w skład Samodzielnej Grupy Operacyjnej „Narew”.

#### Boje na Podlasiu
1 i 2 września dywizjon nie miał styczności bojowej z oddziałami niemieckimi. 2 września nastąpiło przegrupowanie dywizjonu bez 1 baterii  do rejonu Kurniaki, Koniecbór, gdzie dywizjon zajął stanowiska ogniowe. Rozpoznający wzdłuż granicy zwiad baterii 2/4 dak był nieskutecznie atakowany przez niemieckie lotnictwo. 3 i 4 września dywizjon przebywał nadal na swoich stanowiskach bez kontaktu z nieprzyjacielem. W nocy 4/5 września 4 dak (bez 1 baterii) pomaszerował z okolic Suwałk na południowy wschód od Augustowa. Całodzienny postój dywizjonu odbył się w rejonie Zyliny, Płaska, a baterii 1/4 dak w rejonie Cisów. Nocą 5/6 września dywizjon wykonał marsz do rejonu Romanówka, Kumiałka na północny zachód od Sokółki. Nocnym marszem 6/7 września Suwalska BK dotarła do lasów knyszyńskich i tykocińskich, 4 dak dotarł do nadleśnictwa Knyszyn, a 1/4 dak z 1 puł. na północ od Tykocina. Przez całą dobę od wieczora 7 września, 4 dak przemaszerował w rejon Jabłonki Kościelnej na wschód od Zambrowa, stając na postój koło majątku Mazury. Wieczorem 8 września bateria 1/4 dak wraz z 2 pułkiem ułanów udała się nad Narew po trasie Czachy, Gosie, Łubnice, Pruszki Wielkie. Do świtu 9 września zajęła stanowiska ogniowe na północ od Pruszki Wielkie. 9 września rano 3 pułk szwoleżerów zajął obronę we wsi Wiśniewo wzmocniła go bateria 3/4 dak. Ok. godz.15.00 od strony wsi Grabowe nastąpił atak oddziału niemieckiego, który został odparty również dzięki efektywnemu ostrzałowi 3 baterii. 9 września wieczorem wykonano kolejny nocny marsz poprzez Głębocz Wielki, osiągając rano 10 września Koskowo, Rząśnik. Jednocześnie z marszu wykonano natarcie: 1 puł. z 2 baterią z Koskowa na Ciągaczki i 3 pszw. z 3 baterią Rząśnika na Chromany-Witnice. Natarcie pułków powiodło się, odrzucono pancerno-motorowe oddziały niemieckie za wieś Orzyc. Ostrzał artylerii i środków ogniowych ułanów i szwoleżerów zadał straty nieprzyjacielowi w sile żywej, zdobyto 8 dział, zniszczono liczne pojazdy, w tym 5 czołgów. Po udanym natarciu obie baterie wraz ułanami i szwoleżerami odskoczyły w rejon stanowisk wyjściowych, a następnie do wsi Głębocz Wielki. 2/4 dak i 1 puł. stały się celem nalotu niemieckiego lotnictwa.
Rano 10 września pozycje 2 puł. pod Rutkami zaatakowały oddziały niemieckie, na skraj lasu Kołomyja przegrupowano większość sił 2 puł., które powstrzymały niemieckie natarcie. Maszerująca na skraj lasu bateria 1/4 dak, została zaskoczona przez nalot kilku samolotów niemieckich, co spowodowało duże zamieszanie. Zaraz po nalocie pojawiły się czołgi niemieckie, bateria zajęła odkryte stanowiska ogniowe i ostrzelała ogniem na wprost zbliżające się czołgi niemieckie. Nie powstrzymało to ich uderzenia, czołgi niemieckie przejechały przez stanowiska 1 baterii, zadając bardzo duże straty osobowe i w koniach oraz zniszczyły trzy armaty. W nocy 10/11 września 2 puł. wycofał się ze stanowisk w lesie Kołomyja, do rejonu Kossaki, Borowe, Lipno. W trakcie przekraczania zajętej przez wojska niemieckie szosy Mężenin-Zambrów, pozostałości 1 baterii dołączyły do dowództwa 2 puł. oraz 1 i 4 szwadronu. Podczas zjazdu z szosy ostatnia armata 1 baterii przewróciła się w rowie. Próby jej wyciągnięcia nie powiodły się, ze względu na zbliżanie się kolumny niemieckiej. Pozostałość baterii dotarła do wsi Gołasze Dąbrowa. W nocy 10/11 września Suwalska BK maszerowała w dwóch kolumnach na las Długobórz 1 puł. i las Osowiec 3 pszw. i 3 pułk strzelców konnych. Podczas przekraczania szosy Zambrów-Ostrów Maz. 3 pszw. stoczył walkę z atakującymi oddziałami niemieckimi. Z odkrytych stanowisk bateria 3/4 dak strzelała ogniem na wprost, zatrzymując wspólnie z bronią maszynową natarcie niemieckie. Oddziały niemieckie zostały odrzucone do lasu na południe od Osowca. Pojawiające się z drugiej strony oddziały niemieckie na samochodach, zostały skutecznie ostrzelane przez armaty 3 baterii. Po przekroczeniu szosy przez 1 puł. z baterią 2/4 dak, kolumna dotarła do szosy Czyżew-Zambrów. Przygotowujący się do natarcia na Zambrów 1 puł. został 11 września o godz.7.00 zaatakowany z kierunku Czyżewa przez niemieckie pojazdy pancerne i piechotę na ciężarówkach. Pomimo zalegającej mgły ogniem na wprost 2 bateria zniszczyła 2 pojazdy pancerne, a 2 następne uszkodziła, zmuszając oddział niemiecki do wycofania się. Chwilę później doszło do bratobójczej walki pomiędzy 1 puł. i batalionem II/71 pułku piechoty. Od ostrzału ckm piechoty z 2 baterii poległo kilku kanonierów i wiele koni. Z powodu braku koni pozostawiono dwa jaszcze z plutonu kolumny amunicyjnej. Wykorzystując bratobójczą walkę oddział niemiecki zajął Długobórz. 3 pszw. ze wsparciem 2 i 3 baterii 4 dak usiłował bez powodzenia natarcia odzyskać las Długobórz. Do wieczora baterie prowadziły ostrzał niemieckich pozycji, same zostały ostrzelane przez niemiecką artylerię, w wyniku czego utraciły kilka jaszczy. Do 4 dak maszerującego wraz z Suwalską BK, 12 września przed świtem, w Dąbrowie Wielkiej, dołączyła do dywizjonu część 1 baterii bez armat z dowódcą baterii. Reszta 1 baterii pod dowództwem oficerów: zwiadowczego i ogniowego bez armat, wraz z 1 szwadronem 2 puł., dotarła do Wołkowyska i wraz z nim dzieliła dalsze losy wojenne do czasu przejścia na Litwę. 4 dak dotarł rano 12 września do lasu koło wsi Gogole, zatrzymał się na postój. Około południa od strony Czyżewa na Suwalską BK wyszło niemieckie uderzenie, 1 puł. wsparty 2/4 dak zajął obronę frontem na wschód. W trakcie walki na wysokości Szepietowa do godzin wieczornych 2 bateria unieruchomiła 6 czołgów niemieckich. Do walki została włączona również 3 bateria, która ogniem na wprost unieruchomiła 12 pojazdów pancernych. Po wycofaniu się oddziałów niemieckich, 4 dak wraz z macierzystą brygadą podjął dalszy nocny marsz.
2 bateria maszerowała z 1 puł. trasą: Łazy, Szuby, Wyliny Ruś, Markowo, Glinnik do wsi Zanie. Znajdujące się we wsi Stara Liza tabory dywizjonu usiłowały sforsować szosę Łapy-Brańsk, nocą części się udało. Ścigani przez niemieckie pojazdy pancerne ukryły się w lesie, ostatecznie pod dowództwem chor. Leona Cwikela dotarły do Puszczy Białowieskiej. Pozostała część taboru cofnęła się do Nowej Lizy. Tam odnalazł ją kpt. Tadeusz Anders i doprowadził do dywizjonu. O świcie 13 września 2 szwadron 1 puł. wzmocniony plutonami: ckm i ppanc. oraz działonem 3 baterii dotarł do mostu na rzece Mień koło dworu Wyliny-Ruś. Zajął tam stanowiska na szosie jako oddział osłony, frontem na Wysokie Mazowieckie. Wkrótce stoczył walkę z nadjeżdżającym od strony Wysokiego Maz. niemieckim oddziałem pancerno-motorowym, w jej wyniku dwie armaty ppanc. ułanów i działon 3/4 dak unieszkodliwiły 7 czołgów, reszta oddziału niemieckiego wycofała się. Po przeprawieniu się na drugi brzeg rzeki Mień, 4 dak skoncentrował się w rejonie Hodyszewo, Kiewłaki. W południe 13 września, ze względu na atak wojsk niemieckich na sąsiednią Podlaską Brygadę Kawalerii, 3 psk z 2/4 dak obsadził w obronie Hodyszewo, a 1 puł. z 3/4 dak Kiewłaki. Nocą 13/14 września 4 dak w kolumnie Suwalskiej BK, rozmieszczony działonami przy szwadronach maszerował po trasie Zalesie, Wólka Zaleska, Olszewo. W rejonie Zalesia niemiecki podjazd zaskoczył straż przednią 1 puł. i działon 2 baterii, który został zniszczony. O północy na zajęte przez oddziały niemieckie Olszewo natarcie wykonał 3 pszw. ze wsparciem 2 baterii. Wobec załamania się natarcia szwoleżerów w połowie wsi Olszewo, działony 2 baterii podjęły pojedynek z niemieckimi czołgami i punktami ogniowymi. Prowadziły ostrzał na wprost, z odkrytych stanowisk ogniowych. Rannych zostało wielu kanonierów z obsług i wielu poległo wśród nich przy armacie por. Stefan Rożałowski. Do walki włączyła się też sukcesywnie 3 bateria przybywająca działonami pod Olszewo. Na krańcu wsi została utworzona z uszkodzonych pojazdów przez oddział niemiecki barykada, którą usiłowały bez powodzenia rozbić armaty 4 dak. Dalsze próby prowadzenia ognia na wprost, na wzgórza i próba likwidacji środków ogniowych, przez poszczególne plutony 3 baterii i natarcie 1 puł. nie przyniosły powodzenia. Poniesiono dalsze straty osobowe w poległych i rannych. Na rozkaz gen. bryg. Zygmunta Podhorskiego przed świtem 14 września pułki wycofały się, odwrót ich osłaniał 4 dak pod osobistym dowództwem ppłk. Ludwika Kioka. Straty dywizjonu wyniosły, poległych 2 oficerów, 4 podoficerów i 22 kanonierów, dwa zaprzęgi i armata. W trakcie dalszego odwrotu doszło do pomyłkowego wzajemnego ostrzelania się dwóch działonów 4 dak, w efekcie zniszczono jaszcz, który eksplodował i zabito konia. W południe 14 września 4 dak dotarł do wsi Jośki. W czasie odwrotu zaginął dowódca 2 baterii kpt. Adam Heybowicz z 18 kanonierami. Na postoju 4 dak posiadał już tylko 6 armat. W trakcie boju pod Olszewem do Puszczy Białowieskiej odjechały tabory 4 dak z oficerem gospodarczym i 17 września osiągnęły Świsłocz, 18 września Wołkowysk i pod Ostrynią i Nowym Dworem dołączyły do Rezerwowej Brygady Kawalerii „Wołkowysk”.
15 września 4 dak odpoczywał, dołączył do niego działon 3 baterii 14 dywizjonu artylerii konnej oraz oficer zwiadowczy tego dywizjonu kpt. Wiktor Zahorski, który objął stanowisko dowódcy baterii 2/4 dak. Nocą 15/16 września prowadzono dalszy marsz, przez Wólkę Petkowską, Ignatki, Gądzięby, Filipy przydzielając działony 4 dak do poszczególnych pułków lub szwadronów. Rano przekroczono Narew w Strabli i dywizjon stanął na postój we wsi Dorożki, skąd po ostrzelaniu wsi przez artylerię niemiecką, przy stracie kilku koni, wycofał się do pobliskiego lasu. Przed południem 17 września, 4 dak po przekroczeniu szosy Białystok-Zabłudów i maszerował w dwóch kolumnach: kolumna południowa dostała się w niemiecką zasadzkę ogniową, szczególnie ucierpiały działony 3 baterii. Wybito zaprzęgi przy dwóch armatach i poległo 9 kanonierów. Kolumna dotarła do folwarku Tylwica, próba ewakuacji obu armat nie powiodła się z uwagi na silny ostrzał. W kolumnie południowej Suwalskiej BK przemieszczała się 2 bateria 4 dak poprzez Branki, Złotniki, w trakcie zbliżania się do szosy Białystok-Zabłudów została ostrzelana ze wsi Kamionka, dwa działony otworzyły ostrzał na wprost likwidując źródła ostrzału kolumny. Dalszy marsz za szosą wykonano w kierunku Dobrzyniówki. Bateria 2/4 dak poniosła straty osobowe. W trakcie dalszego marszu przed folwarkiem Hieronimowo bateria dwukrotnie była atakowana przez lotnictwo niemieckie, w wyniku tych nalotów utraciła jedną armatę. Po marszu polnymi drogami, 18 września rano 4 dak dotarł do wsi Jałówka, dywizjon liczył już 4 armaty w obu bateriach. Nocnym marszem 18/19 września brygada osiągnęła Hrynki, 19/20 września dotarła do rejonu Białowieży. Podczas postoju nastąpiła reorganizacja zebranej kawalerii i podział 4 dak. Dowództwo dywizjonu z 2/4 dak pozostało w dyspozycji dowódcy Dywizji Kawalerii „Zaza” gen. Zygmunta Podhorskiego. Bateria 3/4 dak weszła w skład Brygady Kawalerii „Edward” wraz z 3 pszw., 1 puł. i 3 psk. 21 września 3/4 dak zatrzymała się w rejonie Królowego Mostu, a reszta 4 dak w rejonie Mszanki. W trakcie marszu 22 września 3/4 dak była atakowana przez lotnictwo niemieckie, poniosła straty. 23 września 4 dak wypoczywał. Dalszy marsz 24 września prowadził przez Radziwiłłówkę do Mielnika. Nocą 24/25 września dywizjon poruszał się przez Serpelice, Horoszki Duże i Małe, do lasów koło Konstantynowa Po przeprawie przez Bug postój wypadł w Borsukach.

#### Walki na Polesiu I Lubelszczyźnie
25 września na skutek meldunku ppłk. Ludwika Kioka, o katastrofalnym stanie koni, dywizjon uzupełniły zaprzęgi ze szwadronu łączności i innych rozbitych oddziałów. Celem wzmocnienia obrony ppanc. tego dnia 2/4 dak przydzielono do Brygady Kawalerii „Plis”. Po nocnym marszu 25/26 września dywizjon osiągnął rejon Sokule, Jaźwiny, gdzie odpoczywał. 27 września podjął marsz w kierunku lasów pomiędzy Parczewem, Sosnowicą, a Ostrowem Lubelskim. W pobliżu wsi Witoroż doszło do walki kawalerii z sowieckim oddziałem pancerno-motorowym, w efekcie czego 4 dak wspólnie z kawalerzystami unieszkodliwił kilka sowieckich czołgów. W trakcie walki poległ lub zaginął por. Piotr Oksentjew. 28 września brygady wyruszyły w kierunku przepraw przez rzekę Wieprz, które osiągnęły już 29 września. Brygada „Edward” jako pierwsza pod Kijanami zajęła przyczółek na wschodnim brzegu i zajęła Spiczyn. Na miejscowość rano uderzył oddział z niemieckiej 4 Dywizji Piechoty. Kawalerzystów skutecznie wspierała 3 bateria, która zmusiła wspierającą niemiecką baterię do zmiany stanowisk ogniowych. Przed świtem Wieprz sforsowała Brygada „Plis” pod Jawidzem, jednak została zmuszona do wycofania się z przyczółka pomimo wsparcia 2 baterii. Obroniono przyczółek pod Spiczynem, lecz wieczorem na rozkaz gen. bryg. Franciszka Kleeberga dowódcy Samodzielnej Grupy Operacyjnej „Polesie” zerwano kontakt z nieprzyjacielem i wycofano się do lasów na południe od wsi Czemierniki. Wskazany rejon osiągnięto rano 30 września. 4 dak 1 października wraz ze zgrupowaniem kawalerii pomaszerował przez kolonię Cegielnia, kolonię Zawada, Dębicę, Talczyn do rejonu Adamów-Wojcieszków.

#### Udział w bitwie pod Kockiem
Po krótkim odpoczynku rano 2 października rano dywizjon dotarł do rejonu Serokomla, Hordziesz, Józefów. Brygada Kawalerii „Plis” 2 października ok. godz.10.00 spieszona przyjęła natarcie oddziałów niemieckiej 13 DPZmot. na bronioną Serokomlę. Brygadę wspierała 2 bateria, strzelając na wprost, ze stanowisk ogniowych w ogrodach, bateria przyczyniła się do odparcia niemieckiego ataku. Ponowne niemieckie natarcie o godz.15.00 doprowadziło do wyparcia 2/4 dak z miejscowości, zajęła nowe stanowiska ogniowe w Hordzieszy, obok baterii 3/4 dak. Ostrzał obu baterii, łącznie 4 armat doprowadził do ostatecznego wyparcia przez Brygadę „Plis” niemieckiego 33 pp zmot. z Serokomli. W nocy częściowo uzupełniono amunicję w bateriach z zapasów SGO „Polesie”. Rano 3 października 4 dak ostrzelał las Poznań, wspierając natarcie piechoty, artyleria niemiecka skutecznie ostrzelała punkty obserwacyjne baterii, co znacznie ograniczyło efektywność ostrzału. Atak piechoty ostatecznie nie powiódł się, jak i załamano natarcie Brygady „Edward”. Ostatecznie pod osłoną 4 dak BK „Edward” wycofała się na stanowiska wyjściowe. Nocą 3/4 października 4 dak przemieścił się do lasu na północ od Lipin i zajął stanowiska ogniowe na leśnych polanach. O godz. 10.30 niemiecka 13 DPZmot. uderzyła na Wolę Gułowską, którą zdobyła, wsparta silnym ogień niemieckiej artylerii. Wieczorem przy wsparciu 3 baterii ,Brygada „Plis” wykonała oskrzydlające natarcie na prawo od Woli Gułowskiej. Nocą 4/5 października dywizjon otrzymał ostatnie uzupełnienie amunicji. 5 października rano, 2 bateria w lesie majątku Gułów stoczyła walkę z oddziałami niemieckiej 13 DP Zmot. zmuszając je do wycofania się. Bateria 2/4 dak zużyła całą amunicję. Bateria 3/4 dak w rejonie Woli Gułowskiej wspierała kawalerzystów w walce obronnej, wystrzeliwując do wieczora resztę amunicji. Z uwagi na brak wszystkich rodzajów amunicji SGO „Polesie” skapitulowała 6 października, resztki 4 dak po uszkodzeniu armat, o godz.10.00 złożyły broń w dworze Gułów.
Za kampanię 3 bateria dywizjonu została odznaczona Orderem Virtuti Militari.

### Oddział Zbierania Nadwyżek 4 dak
Po wyjściu 4 dak w pole, w koszarach w Suwałkach pozostały nadwyżki osobowe i sprzętowe dywizjonu pod dowództwem kpt. Kazimierza Karaszewskiego. Po ogłoszeniu mobilizacji powszechnej pozostałości dywizjonu łącznie 4 oficerów, 3 podchorążych i ok. 100 kanonierów, 30 koni wraz ze sprzętem kwatermistrzowskim 31 sierpnia wieczorem załadowano do transportu kolejowego. 1 września rano transport wyjechał do Augustowa, ze względu na naprawę zbombardowanych torów o zmroku dojechano do Augustowa. Następnie przez Sokółkę i Białystok 2 września wieczorem transport dojechał do Mińska Mazowieckiego, gdzie transport wyładowano i wszedł w skład Ośrodka Zapasowego Artylerii Konnej nr 1. W dniu 3 września kpt. Kazimierz Karaszewski objął funkcję kwatermistrza Ośrodka, a kpt. Jerzy Rydzewski funkcję oficera materiałowego. 5 września z uwagi na bombardowania miasta, część mienia wywieziono do pobliskich lasów, a Ośrodek ewakuowano do pobliskiej wsi. Ośrodek rozpoczął ewakuację na wschód kraju. Dowództwo Ośrodka z kpt. Karaszewskim i kpt. Rydzewskim ewakuowało się samochodem przez Siedlce i Brześć n/Bugiem do Kowla. 10 września Ośrodek rozpoczął ewakuację na wozach konnych i pieszo w kierunku Brześcia. Ze względu na wyjazd obu kapitanów, dowództwo sprawował ppor. Hieronim Gumowski, Maszerując nocami 17 września Ośrodek dotarł do Kamienia Koszyrskiego. Z maszerującego Ośrodka wydzielono pluton artylerzystów konnych w sile 50 kanonierów, dowodzonych przez ppor. Hieronima Gumowskiego i pchor. Mariana Malkiewicza. Pluton przystąpił do obrony mostu we wsi Micha na rzece Turii. Pluton był uzbrojony wyłącznie w kbk, zaatakowany został przez duży oddział dywersantów komunistycznych. Pluton bronił przez 4 dni skutecznie mostu, poległ ppor. Hieronim Gumowski. Pomocy plutonowi udzielił 180 pułk piechoty, który rozbił dywersantów. Pozostałość plutonu włączono do batalionu I/180 pp, z którym dzielił dalsze losy do 6 października. Losy reszty OZAK nr 1 nie są znane. 11 września grupa taborów pod dowództwem ppor. rez. Czesława Twardowskiego, która wyruszyła z Mińska Maz. 12 września dotarła do Kałuszyna, gdzie została ostrzelana przez dywersantów i zbombardowana przez niemieckie lotnictwo. Po częściowym rozproszeniu dołączyła do Ośrodka Zapasowego Artylerii Konnej nr 3 we Włodawie.
Oficerowie i żołnierze dywizjonu

### Obsada etatowa we wrześniu 1939
Dowództwo
- dowódca – ppłk Ludwik Kiok
- adiutant – kpt. Tadeusz Anders
- oficer zwiadowczy – por. Józef Ruszkowski
- oficer obserwacyjny – por. Jerzy Korwin-Kijuć
- oficer żywnościowy – chor. Paweł Korzec
- płatnik – chor. Henryk Bartosik
- lekarz – ppor. lek. med. Zaorski
- lekarz weterynarii – ppor. lek. wet. Nowak
- oficer łącznikowy – por. rez. Józef Rylski
- oficer łączności – por. Piotr Oksentjew[26]
- dowódca kolumny amunicyjnej – por. rez. Mieczysław Kosicki

| 1 bateria - dowódca – kpt. Edward Gągulski - oficer ogniowy – ppor. Jerzy Levis of Menar - oficer zwiadowczy – ppor. Mieczysław Borysowicz - dowódca I plutonu – ppor. Bohdan Lutosławski - dowódca II plutonu – ppor. Wiktor Butwiłowicz |  | 2 bateria - dowódca – kpt. Adam Heybowicz (do 13 IX), kpt. Wiktor Zahorski (od 15 IX) - oficer ogniowy – por. Stefan Rożałowski - oficer zwiadowczy – ppor. Hilary Baczewski - dowódca I plutonu – ppor. Zygmunt Świdwiński - dowódca II plutonu – ogn.podch. Bekir Assanowicz |  | 3 bateria - dowódca – kpt. Sergiusz Pfisterer - oficer ogniowy – por. Antoni Borusewicz - oficer zwiadowczy – por. Wacław Zakrzewski - dowódca I plutonu – ppor. rez. Jerzy Perzanowski - dowódca II plutonu – ppor. rez. Stanisław Wiszniewski |

## Symbole dywizjonu
Sztandar
Sztandar został ufundowany przez społeczeństwo Płocka, wdzięczne za ocalenie miasta przed bolszewickim najazdem. Jego rodzicami chrzestnymi byli: doktorowa Jadwiga Beczkowiczowa i Aleksander Wernik. 3 lipca 1938 roku w Wilnie Generalny Inspektor Sił Zbrojnych marszałek Polski Edward Śmigły-Rydz wręczył jednostce sztandar. Z jego rąk przejął go dowódca 4 dak ppłk Klaudiusz Reder. Wzór sztandaru został zatwierdzony Dodatkiem Tajnym do Dziennika Rozkazów M.S.Wojsk. Nr 3 z 17 II 1938 r. poz. 31. Nadanie sztandaru i zatwierdzenie jego wzoru ujęte zostało w Dzienniku Rozkazów MSWojsk. z 1937 nr 16, poz. 201.

Sztandar został wykonany zgodnie z wzorem określonym w Dekrecie Prezydenta Rzeczypospolitej Polskiej z 24 listopada 1937 o znakach wojska i marynarki wojennej  opublikowanym w Dzienniku Ustaw Rzeczypospolitej Polskiej nr 5 z 28 stycznia 1938.
Na prawej stronie płata znajdował się amarantowy krzyż, w środku którego wyhaftowano orła w wieńcu z wawrzynu. Na białych polach, pomiędzy ramionami krzyża, znajdowały się cyfry 4 w mniejszych wieńcach z wawrzynu.
Na lewej, w rogach na tarczach umieszczono:
- prawym górnym – wizerunek Matki Boskiej Ostrobramskiej,
- lewym górnym – wizerunek patronki artylerii Świętej Barbary,
- prawym dolnym – godło m. Płock,
- lewym dolnym – odznaka pamiątkowa artylerii konnej.

Na ramionach amarantowego krzyża kawaleryjskiego umieszczone zostały napisy związane z tradycją dywizjonu:
- na górnym – Antonów–Rohoźna 2–3 VI 1920
- na dolnym – Płock 18–19 VIII 1920
- na lewym – Krylów 28 VI 1920
- na prawym – Kilikijów 18 VI 1920

Sztandar wyruszył wraz z dywizjonem w pole i przebywał przy dowództwie 4 dak do 5 października 1939 roku. W związku ze zbliżającą się kapitulacją ppłk Ludwik Kiok polecił zakopać sztandar adiutantowi dywizjonu kpt. Tadeuszowi Andersowi oraz st. ogn. Edmundowi Koźmińskiemu. Zabezpieczony sztandar został zakopany koło wsi Wola Gułowska. Po wojnie, kilkakrotnie podejmowano bez efektów próby odnalezienia sztandaru.
Odznaka pamiątkowa
Od 20 maja 1922 oficerom i żołnierzom mogły być nadawane odznaki pamiątkowe artylerii konnej, wspólne dla wszystkich dywizjonów. Odznaka miała kształt krzyża maltańskiego o ramionach pokrytych emalią białą z pozłacanymi datami 1809 i 1918. Na środek krzyża nałożony został orzeł srebrny, oksydowany, w koronie pozłacanej, trzymający w szponach pozłacane, skrzyżowane lufy armatnie z gorejącą bombą. Pod lufami proporczyk emaliowany artylerii konnej, czarno-amarantowy (od 1926 czarno-szkarłatny).
Barwy artylerzystów konnych
| Osobne artykuły: Barwy jednostek kawalerii i barwy broni i służb Wojska Polskiego . |                                                                         |
| Grafika                                                                             | Opis                                                                    |
|                                                                                     | Łapka ciemnozielona, wypustka karmazynowa                               |
|                                                                                     | Od 14 lipca 1920 proporczyk czarno-amarantowy                           |
|                                                                                     | Od 4 sierpnia 1927 proporczyk czarno-szkarłatny                         |
|                                                                                     | Otok na czapkach – czarny (oficerowie aksamitny, szeregowi sukienny)    |
|                                                                                     | Spodnie długie ciemnogranatowe, lampasy amarantowe, wypustka amarantowa |
| Naramiennik                                                                         | numer porządkowy dywizjonu „4”                                          |

Żurawiejki
| Osobny artykuł: Żurawiejka .                                              |                                                              |
| Z dumy rośnie moje serce bo przodują w woltyżerce                         | Czy to w knajpie, czy w bardaku zawsze ktoś z czwartego daku |
| po każdej zwrotce: Lance do boju, szable w dłoń bolszewika goń, goń, goń! |                                                              |

## Kadra dywizjonu
Dowódcy
- kpt. Michał Belina Prażmowski (od 7 IV 1919)
- mjr Witold Poray-Kuczewski[37] (VI 1919 – 14 X 1920)
- kpt. Michał Belina Prażmowski (V 1920 – †12 IX 1920 Michale)
- mjr Jan Dunin-Wąsowicz (od 28 VIII 1920)
- mjr Franciszek Wardein (od IV 1921)
- mjr Ludomir Kryński (wz. od 7 X 1925)
- ppłk Witold Poray-Kuczewski (od 21 X 1926)
- mjr Ludomir Kryński (wz. od 24 I 1927)
- ppłk Jan Dunin-Wąsowicz (od 18 VIII 1927)
- ppłk dypl. Henryk Romiszewski (od 31 V 1932)
- ppłk Klaudiusz Reder (od 14 II 1936)
- ppłk Ludwik Kiok (8 VII 1938 – IX 1939)

I zastępca dowódcy
- mjr Emil Wierzbiański (1939)

Kadra oficerska
| 1919–1920 r. - mjr Witold Poray-Kuczewski - rtm. Michał Belina Prażmowski - kpt. Venturini (instruktor włoski) - por Konstanty Hartingh - por. Zdzisław Zych-Płodowski - por. Jan Radwan - por. Michał Zawadzki - por. Andrzej Zagroyski - ppor. Emil Korduba - ppor. Zygmunt Krzymuski - ppor. Witold Łubieński - ppor. Jan Sławiński - ppor. Tadeusz Strużyński - ppor. Edward Wrześniowski - pchor. Tadeusz Kączkowski - pchor. Henryk Klinert - pchor. Antoni Mężyński |

### Kawalerowie Virtuti Militari
Żołnierze dywizjonu odznaczeni Krzyżem Srebrnym Orderu Virtuti Militari za wojnę 1918–1920:

- Trąbka 1 baterii
- pchor. Stefan Adamiecki
- bomb. Michał Bis
- bomb. Wincenty Brożech
- bomb. Kazimierz Bieńkowski †
- bomb. Stanisław Cygan
- kpr. Henryk Danielczyk
- bomb. Stefan Dembiński
- por. Konstanty Hartingh
- kpr. Wacław Jaroszewski
- pchor. Henryk Kleinert
- kpr. Jan Klusek
- wachm. Mieczysław Kosicki
- bomb. Tadeusz Kowalewski
- bomb. Stanisław Kurowski †
- bomb. Wawrzyniec Legieć
- bomb. Franciszek Lipiec
- ppor. Witold Łubieński †
- plut. Władysław Łubieński
- pchor. Antoni Mężyński †
- bomb. Bronisław Milewski †
- por. Bronisław Noël
- wachm. Jan Pielat
- por. Tadeusz Popławski
- kpt. Michał Belina-Prażmowski †
- plut. Kazimierz Prośniewski
- ppor. Leszek Romocki†
- plut. Stanisław Sobolewski
- bomb. Jan Stąpur †
- wachm. Mateusz Szlufarski
- bomb. Leon Wasilewski
- mjr Jan Dunin-Wąsowicz
- ppor. Tadeusz Bielski
- por. Andrzej Zagroyski

### Żołnierze dywizjonu – ofiary zbrodni katyńskiej
Biogramy zamordowanych znajdują się na stronie internetowej Muzeum Katyńskiego
| Nazwisko i imię     | stopień              | zawód           | miejsce pracy przed mobilizacją | zamordowany |
| ------------------- | -------------------- | --------------- | ------------------------------- | ----------- |
| Jarociński Zbigniew | podporucznik rezerwy | inżynier rolnik | majątek Wiktorzyn               | Katyń       |